# Kičinica
Kičinica (makedonsky: Кичиница, albánsky: Kiçnicë) je vesnice v opštině Mavrovo a Rostuša v Severní Makedonii. Nachází se v Položském regionu. 

## Demografie
Podle statistiky Vasila Kančova z roku 1900 žilo ve vesnici 120 pravoslavných Albánců, kteří úředně hovořili bulharsky, zatímco doma užívali albánštinu. Podle sčítání lidu z roku 2002 ve vesnici již nikdo trvale nežije a je opuštěna. 